# Horné Dubové
Horné Dubové (in ungherese Felsődombó, in tedesco Oberdubowan) è un comune della Slovacchia facente parte del distretto di Trnava, nella regione omonima.